# Двойка (карта)
Двойка — игральная карта достоинством в два очка. Входит в состав 54- и 52-карточной колоды, отсутствует в 36- и 32-карточной колодах.

## В играх
В большинстве игр является самой младшей. В игре семерик старше туза и является второй самой старшей картой после тройки.
Покер
В некоторых разновидностях покера может играть роль джокера, заменяя любую карту (англ. deuces wild — «двойки свободные»).
В техасском холдеме сочетание двойки с семёркой разных мастей является наихудшей из возможных стартовых рук, поскольку это самые младшие карты, которые не могут одновременно входить в состав стрита или флэша. Это сочетание иногда неформально называют «пивная рука» (англ. beer hand) — считается, что поставить на такие карты может только очень пьяный игрок.

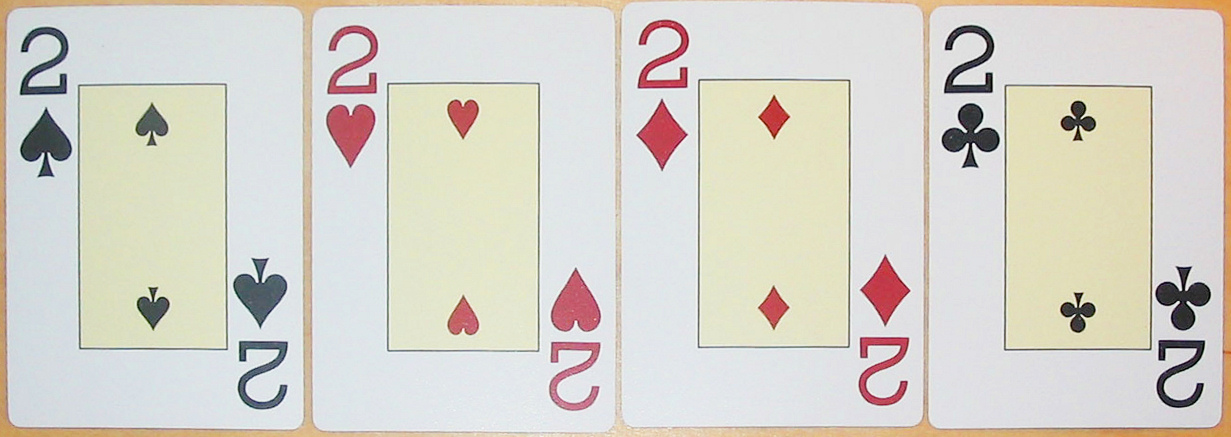
Четыре двойки — наихудшая стартовая рука в Омахе

В Омахе хай-лоу наихудшей из возможных рук являются четыре двойки. Поскольку в комбинацию должны входить ровно две закрытые карты игрока, это может быть только две двойки; таким образом, слабейшую (лоу) комбинацию собрать невозможно. С другой стороны, трудно составить и сильнейшую (хай) комбинацию по целому ряду причин. Поскольку среди открытых карт не может быть двоек, то невозможно собрать трипс или каре двоек, а любой из соперников при совпадении одной из своих карт с одной из карт стола будет иметь более высокую пару. Кроме того, с четырьмя закрытыми картами разных мастей невозможно составить флэш.
Пасьянсы
В большинстве пасьянсов, где туз является младшей картой, является второй самой младшей после туза; с двойки начинается сбор карт в порядке возрастания на базовые тузы.

## Дизайн карты
Традиционный дизайн карты во французской системе мастей включает два символа (очка) масти в верхней и нижней частях карты, ориентированные в противоположные стороны. На современных картах в двух противоположных углах (реже — во всех четырёх) приводится индекс — цифровое обозначение «2» и уменьшенный символ масти.

Двойка пик
Двойка треф
Двойка бубён
Двойка червей

### В других колодах
В колоде Таро двойкам пик, треф, бубён и червей соответствуют двойки мечей, жезлов, денариев и кубков соответственно. Ниже приводятся изображения этих карт из колоды таро Висконти — Сфорцы (1450), в которой масть жезлов заменена стрелами.

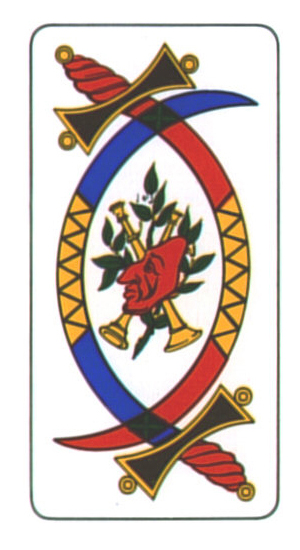
Двойка мечей
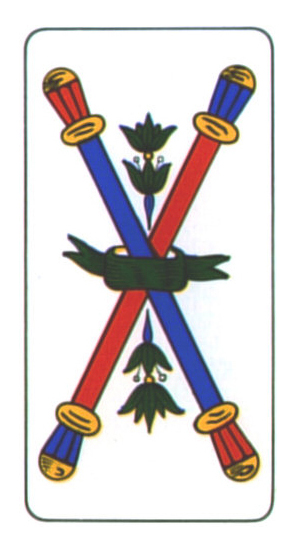
Двойка стрел (жезлов)
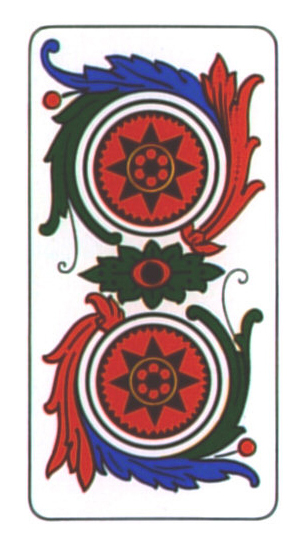
Двойка денариев
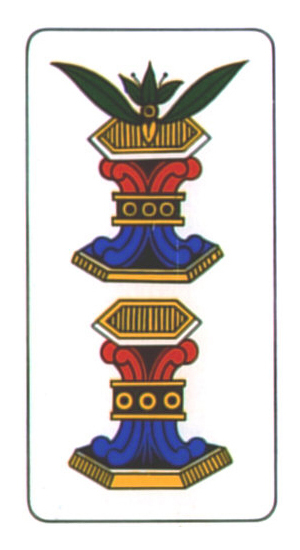
Двойка кубков

Те же масти употребляются в итало-испанской колоде:

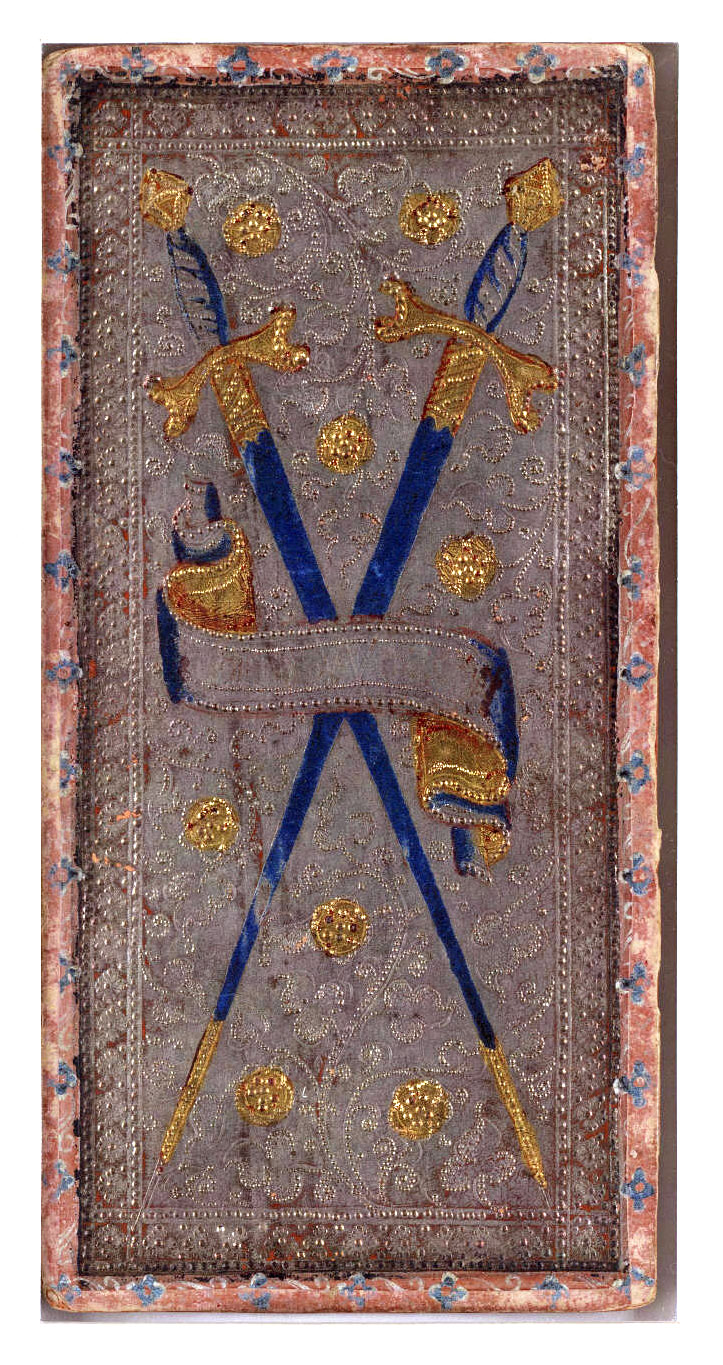
Двойка мечей
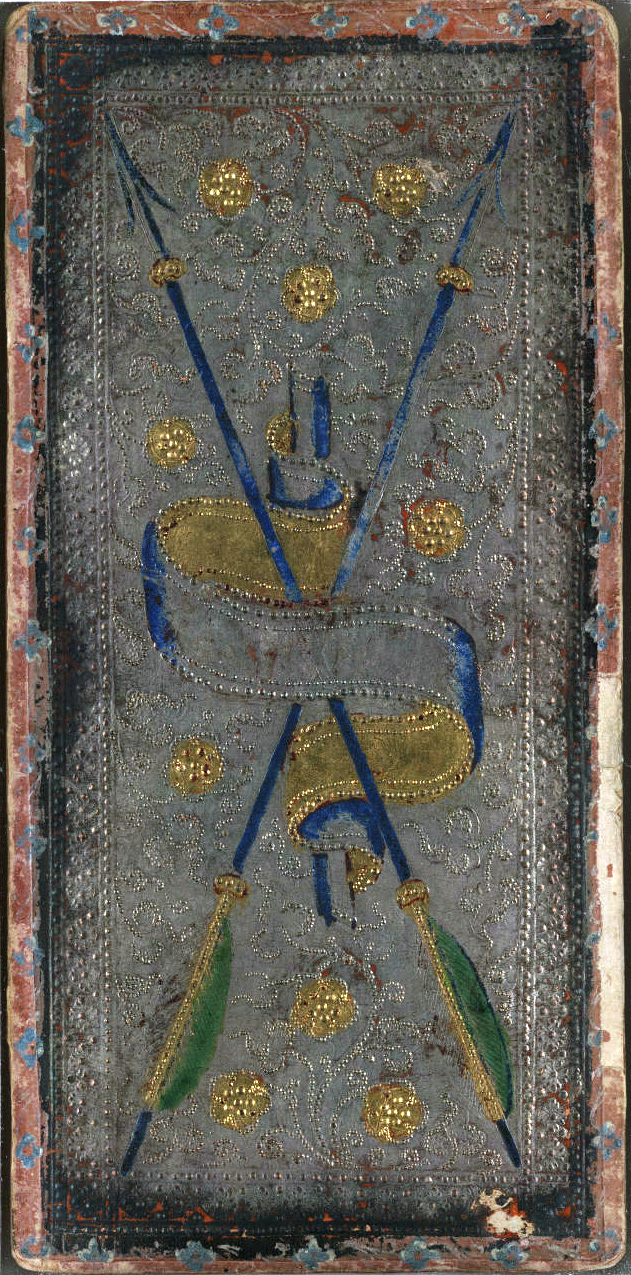
Двойка жезлов
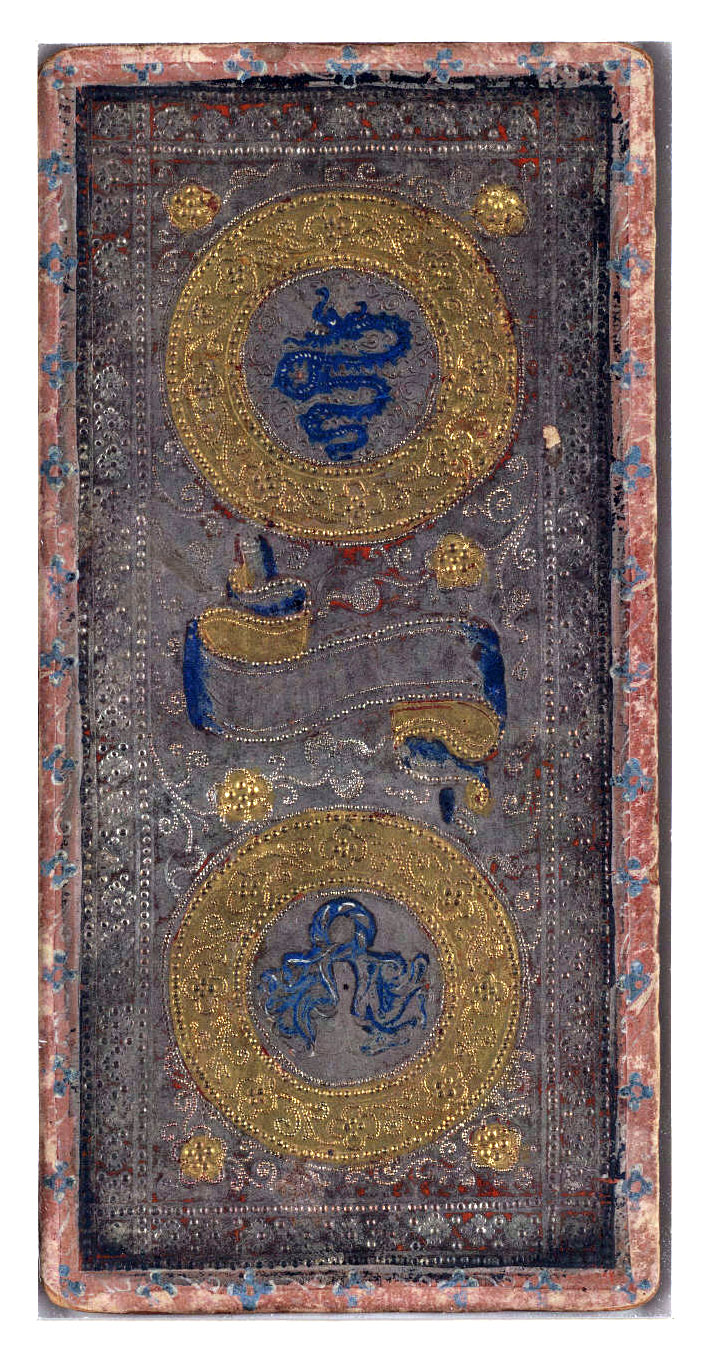
Двойка денариев
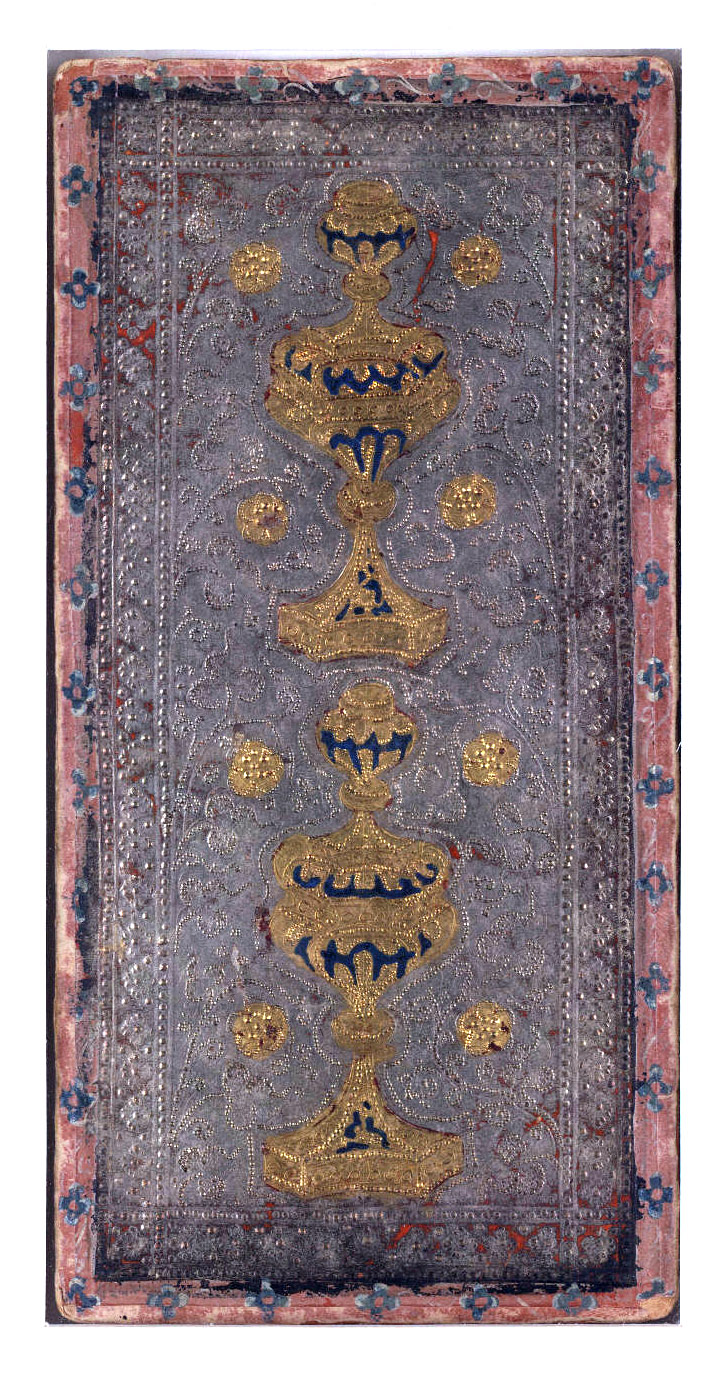
Двойка кубков

## Упоминания в литературе

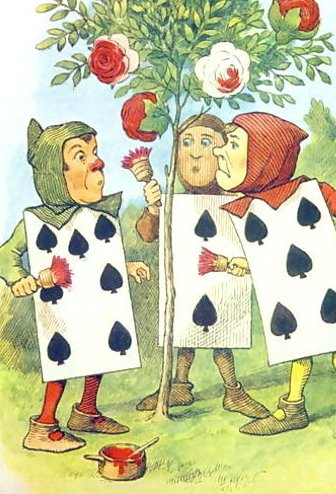
Рисунок Дж. Тенниела

Пиковая двойка (наряду с пятёркой и семёркой) упоминается в повести Льюиса Кэррола «Алиса в Стране чудес».
Пятёрка с Семёркой ничего не сказали, но посмотрели на Двойку; тот оглянулся и тихо сказал:
– Понимаете, барышня, нужно было посадить красные розы, а мы, дураки, посадили белые. Если Королева узнает, нам, знаете ли, отрубят головы. Так что, барышня, понимаете, мы тут стараемся, пока она не пришла…
(перевод Н. Демуровой)

## В Юникоде
Начиная с версии 6.0 стандарта Юникод в нём предусмотрены следующие коды:
- Двойка пик — 1F0A2 playing card two of spades
- Двойка червей — 1F0B2 playing card two of hearts
- Двойка бубён — 1F0C2 playing card two of diamonds
- Двойка треф — 1F0D2 playing card two of clubs